# Oktala talsystemet
Det oktala talsystemet är ett positionssystem liksom det decimala talsystemet. Skillnaden är att i stället för tio används åtta som talbas.

## Decimala talsystemet
{\displaystyle 253_{10}=2\cdot 10^{2}+5\cdot 10^{1}+3\cdot 10^{0}=200+50+3=253}
Antal siffror som används är 10: {0,1,...,9}.

## Oktala talsystemet
Samma decimala tal 253 blir:
{\displaystyle 253_{10}=3\cdot 8^{2}+7\cdot 8^{1}+5\cdot 8^{0}=300_{8}+70_{8}+5_{8}=375_{8}}
Antal siffror som används är 8: {0,1,...,7}.

## Oktalkomma
Siffrorna till höger om oktalkommat är i negativ potens av 8.
{\displaystyle 375,15_{8}=3\cdot 8^{2}+7\cdot 8^{1}+5\cdot 8^{0}+1\cdot 8^{-1}+5\cdot 8^{-2}}

## Användning av det oktala talsystemet
Yuki-språket i Kalifornien och Pame-språket i Mexiko använder oktala system, vilket kan förstås så att man ursprungligen räknat mellanrummet mellan fingrarna (åtta) istället för att räkna själva fingrarna (tio) - eller att man inte räknat tummen som finger. Vi talar ju om lillfingret, ringfingret, långfingret och pekfingret, men inte om "tumfingret" som har mothållets funktion. Det skulle kunna vara så att man använt tummen till att räkna fingrarna med.
En hjälp till att förstå nyttan med oktalt talsystem kan vara att halvera ett tal, t.ex. 1, upprepade gånger. I decimalt talsystem får man då snabbt många siffror att hålla reda på.

### Swedenborgs system
[källa behövs]
År 1716 vände sig Karl XII till Emanuel Swedenborg med en begäran om ett praktiskt användbart talsystem med basen 64. Swedenborg avrådde från en så stor bas, med motiveringen att den vore svår att använda för personer med ringare fattningsförmåga än kungens. Han föreslog istället basen 8. Han utvecklar denna idé i ett två år därefter skrivet men ej offentliggjort manuskript: "En ny rekenkonst som växlas wid 8 i stelle then vahnliga wid talet 10". Siffrorna 0–7 betecknades med bokstäverna o, l, s, n, m, t, f och u (v). De används i ett positionssystem med entalssiffran sist. Talet 8 skrivs då "lo", 16 blir "so", 24 blir "no" och så vidare. Det första trebokstaviga talet 64 är "loo". 
För att uttala dessa tal inskjutes en vokal mellan konsonanterna, ett a efter den första konsonanten, ett e efter den andra, sedan i, o, u och y. Det gör att man genom att bara lyssna på den sista stavelsen får grepp om talets storleksordning. 
I skriften demonstrerars hur man kan räkna addition, subtraktion, multiplikation och division med dessa talbeteckningar, hur man kan konvertera mellan oktal och decimal beteckning, och där ges räknestickor för napierska logaritmer. 
Swedenborgs system fick aldrig någon praktisk användning.

### Datorsammanhang
Det oktala talsystemet används med vanliga sifferbeteckningar 0–7 i vissa datorsammanhang. Då 8 är lika med 23 kan 3 bitar sammanfattas i en oktal siffra, vilket gör systemet mer praktiskt än det decimala talsystemet.
Systemet används till exempel i Unix och C, av historiska skäl, vid sidan av det hexadecimala talsystemet som allmänt används för att beskriva bitmönster.

## Omvandlare
| Bas | Namn                      | Tal | Tal | Tal | Tal | Tal | Tal | Tal | Tal | Tal  | Tal  | Tal  | Tal  | Tal  | Tal  | Tal  | Tal  | Tal   |
| --- | ------------------------- | --- | --- | --- | --- | --- | --- | --- | --- | ---- | ---- | ---- | ---- | ---- | ---- | ---- | ---- | ----- |
| 2   | Binära talsystemet        | 0   | 1   | 10  | 11  | 100 | 101 | 110 | 111 | 1000 | 1001 | 1010 | 1011 | 1100 | 1101 | 1110 | 1111 | 10000 |
| 3   | Ternära talsystemet       | 0   | 1   | 2   | 10  | 11  | 12  | 20  | 21  | 22   | 100  | 101  | 102  | 110  | 111  | 112  | 120  | 121   |
| 4   | Kvarternära talsystemet   | 0   | 1   | 2   | 3   | 10  | 11  | 12  | 13  | 20   | 21   | 22   | 23   | 30   | 31   | 32   | 33   | 100   |
| 5   | Kvinära talsystemet       | 0   | 1   | 2   | 3   | 4   | 10  | 11  | 12  | 13   | 14   | 20   | 21   | 22   | 23   | 24   | 30   | 31    |
| 6   | Senära talsystemet        | 0   | 1   | 2   | 3   | 4   | 5   | 10  | 11  | 12   | 13   | 14   | 15   | 20   | 21   | 22   | 23   | 24    |
| 7   | Septenära talsystemet     | 0   | 1   | 2   | 3   | 4   | 5   | 6   | 10  | 11   | 12   | 13   | 14   | 15   | 16   | 20   | 21   | 22    |
| 8   | Oktala talsystemet        | 0   | 1   | 2   | 3   | 4   | 5   | 6   | 7   | 10   | 11   | 12   | 13   | 14   | 15   | 16   | 17   | 20    |
| 9   | Nonära talsystemet        | 0   | 1   | 2   | 3   | 4   | 5   | 6   | 7   | 8    | 10   | 11   | 12   | 13   | 14   | 15   | 16   | 17    |
| 10  | Decimala talsystemet      | 0   | 1   | 2   | 3   | 4   | 5   | 6   | 7   | 8    | 9    | 10   | 11   | 12   | 13   | 14   | 15   | 16    |
| 11  | Undecimala talsystemet    | 0   | 1   | 2   | 3   | 4   | 5   | 6   | 7   | 8    | 9    | A    | 10   | 11   | 12   | 13   | 14   | 15    |
| 12  | Duodecimala talsystemet   | 0   | 1   | 2   | 3   | 4   | 5   | 6   | 7   | 8    | 9    | A    | B    | 10   | 11   | 12   | 13   | 14    |
| 13  | Tridecimala talsystemet   | 0   | 1   | 2   | 3   | 4   | 5   | 6   | 7   | 8    | 9    | A    | B    | C    | 10   | 11   | 12   | 13    |
| 14  | Tetradecimala talsystemet | 0   | 1   | 2   | 3   | 4   | 5   | 6   | 7   | 8    | 9    | A    | B    | C    | D    | 10   | 11   | 12    |
| 15  | Pentadecimala talsystemet | 0   | 1   | 2   | 3   | 4   | 5   | 6   | 7   | 8    | 9    | A    | B    | C    | D    | E    | 10   | 11    |
| 16  | Hexadecimala talsystemet  | 0   | 1   | 2   | 3   | 4   | 5   | 6   | 7   | 8    | 9    | A    | B    | C    | D    | E    | F    | 10    |